# ویسئکا
ویسئکا (به لاتین: Visoka) یک منطقهٔ مسکونی در بلغارستان است که در ننکووو واقع شده‌است.